# Сподњи Разбор
Сподњи Разбор (словен. Spodnji Razbor) је насељено место у општини Словењ Градец, Корушка регија, Словенија.

## Историја
До територијалне реорганизације у Словенији био је у саставу старе општине Словењ Градец.

## Становништво
У попису становништва из 2011. године, Сподњи Разбор је имао 217 становника.
| Број становника према пописима | Број становника према пописима | Број становника према пописима |
| ------------------------------ | ------------------------------ | ------------------------------ |
| 1991                           | 2002                           | 2011                           |
| 246                            | 237                            | 217                            |